# Secondo Dottore
Il Secondo Dottore è un personaggio immaginario interpretato da Patrick Troughton nella serie televisiva britannica di fantascienza Doctor Who.
Si tratta della seconda incarnazione del "Dottore", il protagonista della celebre serie di culto prodotta dalla BBC. Troughton interpretò il personaggio dal 1966 al 1969, riprendendo il ruolo in seguito in altre tre occasioni. La prima nello speciale per il decimo anniversario della serie, The Three Doctors (1973); la seconda dieci anni dopo nello speciale del ventesimo anniversario The Five Doctors ed infine ritornò l'ultima volta al programma interpretando il Secondo Dottore insieme al Sesto Dottore Colin Baker nell'episodio The Two Doctors (1985).
Il Dottore è un Signore del tempo alieno ultracentenario originario del pianeta Gallifrey che viaggia nel tempo e nello spazio attraverso il TARDIS, frequentemente accompagnato da vari compagni di viaggio. Se rimane ferito in modo grave, ha la possibilità di rigenerare il proprio corpo; nel processo, cambiano il suo aspetto fisico e la personalità.
La trasformazione nel Secondo Dottore (originariamente indicata con la parola "rinnovamento"), che produce un individuo in possesso delle stesse caratteristiche "essenziali" del suo predecessore ma con un aspetto completamente diverso, fu un punto di svolta epocale nell'evoluzione della serie e successivamente divenne di capitale importanza per il proseguimento della serie negli anni.

## Biografia del personaggio
Il Primo Dottore divenne progressivamente più debole mentre combatteva i Cybermen durante gli eventi della storia Il decimo pianeta e successivamente collassò sul pavimento del TARDIS. Il suo corpo si rigenerò trasformandosi nel Secondo Dottore.
Inizialmente, le relazioni tra il Secondo Dottore ed il suo predecessore non erano ben chiare. Nella prima storia, egli si riferisce al suo predecessore in terza persona come se parlasse di un individuo completamente differente. Anche i suoi compagni di viaggio Ben Jackson e Polly all'inizio sono incerti se sia la stessa persona, e solo dopo che un Dalek riconosce il nuovo arrivato come il "Dottore", iniziano ad accettarlo e a fidarsi di lui.
Nella seconda avventura, The Highlanders, Jamie McCrimmon si unisce all'equipaggio del TARDIS, e rimarrà insieme al Secondo Dottore per il resto dei suoi viaggi. Ben & Polly lo lasciano quando il TARDIS atterra al Gatwick Airport nello stesso giorno nel quale erano partiti con il Primo Dottore, dopo aver fermato un rapimento di massa da parte di alieni malvagi. Il Dottore e Jamie restano poi coinvolti in un piano messo in atto dai Dalek nel corso del quale viene rubato il TARDIS, fatto che porta i due ad incontrare Victoria Waterfield nel XIX secolo. Il Dottore sfrutta la situazione per fomentare una guerra civile tra i Dalek che quasi distrugge la loro civiltà per sempre. Tuttavia, il padre di Victoria resta vittima degli eventi. Divenuta un'orfana, Victoria sceglie di seguire il Dottore e Jamie nelle loro avventure spazio-temporali. Sebbene provi un grande affetto nei confronti del Dottore e di Jamie, non riuscirà mai a trovarsi completamente a suo agio con lo stile di vita nel TARDIS e i continui pericoli che ne derivano. Alla fine sceglie di lasciarli dopo gli eventi narrati nell'episodio Fury from the Deep e viene adottata da qualcuno nel XX secolo. Il Dottore viene quindi raggiunto da Zoe Heriot, una ragazza estremamente intelligente proveniente dal XXI secolo, che lo aiuta a sconfiggere ancora una volta i Cybermen.
Durante la sua seconda incarnazione, il Dottore incontra per la prima volta il brigadiere Alistair Gordon Lethbridge-Stewart, nei tunnel della metropolitana di Londra. A seguito della sconfitta della "Grande Intelligenza", Lethbridge-Stewart viene promosso e diventa il leader della divisione britannica dello UNIT, organizzazione militare nata con lo scopo di difendere la razza umana dalle minacce extraterrestri ostili.
Il tempo del Secondo Dottore giunge alla fine quando il TARDIS atterra nel mezzo di una zona di guerra durante la prima guerra mondiale, il Dottore, Jamie e Zoe scoprono di fare parte di un diabolico piano; l'alieno noto come il "Capo della Guerra", ha rapito e cancellato la memoria a numerosi soldati appartenenti a diverse epoche storiche, per poi farli combattere e riuscire così a creare mediante questi ultimi sopravvissuti, l'armata perfetta. Essendo il Capo della Guerra della sua stessa specie, il Dottore, seppur restio a fare ciò per via di alcuni crimini commessi in passato (come il furto del TARDIS), chiede comunque aiuto al suo popolo, i Signori del Tempo. Grazie all'aiuto di questi ultimi e di alcuni soldati ribelli, che erano riusciti ad interrompere il condizionamento, il Dottore ed i suoi compagni sconfiggono il Signore della Guerra, che nel frattempo aveva ucciso il Capo della Guerra, che viene accusato dai Signori del Tempo di tradimento e viene disintegrato. Anche se il Dottore riesce a sventare la minaccia, sacrifica la sua stessa libertà nel processo, e, nonostante un tentativo di fuga, viene costretto dai Signori del Tempo a far ritorno al suo pianeta natale. Quindi, viene messo sotto processo per aver infranto la legge della "non interferenza". Nonostante le spiegazioni date dal Dottore, viene condannato all'esilio sulla Terra del XX secolo, e i Signori del Tempo forzano anche la sua rigenerazione nel Terzo Dottore. Jamie e Zoe vengono rimandati indietro, con la memoria cancellata da tutte le avventure trascorse insieme al Dottore. Tuttavia alcuni racconti non televisivi dichiarano che il Dottore non si è rigenerato subito dopo gli eventi dell'episodio ma che invece è stato mandato dai Signori del Tempo per svolgere alcune missioni per loro prima che la parte finale della sua sentenza fosse eseguita; ciò spiegherebbe alcune incongruenze, come ad esempio in The Five Doctors, il Secondo Dottore è a conoscenza che a Jamie e Zoe è stata cancellata la memoria, qualcosa accaduto solo verso la fine di The War Games.

## Personalità
Il Secondo Dottore possiede un'impronta molto più comica rispetto al Primo, con un carattere più socievole, a tratti infantile, e molto meno ambiguo del suo predecessore.
Solare, onesto, e sempre un passo avanti rispetto ai suoi nemici, a volte poteva essere un astuto calcolatore che avrebbe non solo manipolato le persone a fin di bene, ma anche agito in modo da sembrare un pazzo imbranato per far sì che le sue reali capacità venissero sottovalutate dall'avversario. Questa sua particolarità di manipolare la gente, in qualche caso, ebbe delle sfumature più "oscure". Nell'episodio The Evil of the Daleks non si fa scrupoli nel manipolare freddamente Jamie per trarre in salvo Victoria e non dimostra nessuna pietà rimanendo impassibile quando Edward Waterfield cerca di scusarsi con lui per aver collaborato con i Daleks. Nonostante le spacconate e la tendenza a farsi prendere dal panico quando gli eventi sono fuori controllo, il Secondo Dottore dimostrò di agire sempre nel tentativo di aiutare gli oppressi. Mentre rispettava la sua precedente incarnazione, aveva una relazione antagonista con il suo immediato successore, il Terzo Dottore, in The Three Doctors e The Five Doctors.

## Aspetto

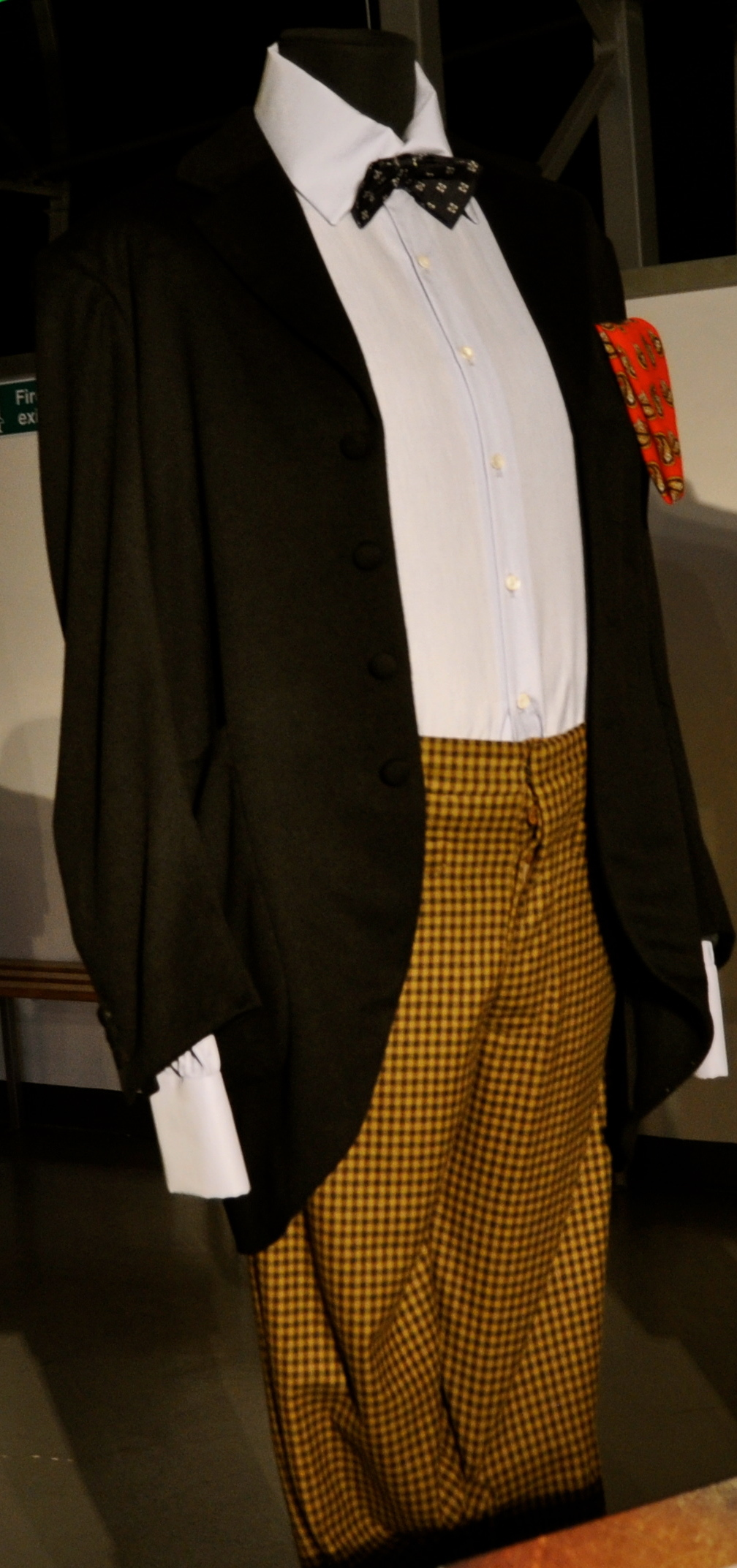
Il vestito del Secondo Dottore alla Doctor Who Experience a Cardiff.

Il costume di scena di Troughton fu il risultato di una discussione tra l'attore stesso, la produzione, e lo sceneggiatore Gerry Davis. Egli indossa un cappotto nero sformato, troppo grande per lui di parecchie taglie, una camicia bianca e pantaloni molto larghi, che, come il suo papillon, sono fermati con una spilla da balia. Nel corso delle sue prime due storie, i pantaloni erano di colore arancio. L'attore negò sempre che il suo caratteristico taglio di capelli "a scodella" (simile a quello di Moe del trio comico I tre marmittoni) fosse una parrucca. Alcune volte, il personaggio si diletta a suonare il flauto. Altre volte indossa un buffo copricapo a punta. È un uomo sulla quarantina con i capelli neri (sebbene in The Two Doctors i capelli siano ingrigiti) e occhi blu.

## Stile delle storie
Con l'arrivo di un Dottore più giovane e di un generale cambiamento nei gusti da parte del pubblico, il ciclo di storie del Secondo Dottore fu caratterizzato da ritmi più veloci e da una preferenza verso il "mostro della settimana" nello stile dei film horror dell'epoca, con sempre meno avventure a carattere storico (unica eccezione The Highlanders), frequenti invece nel periodo del Primo Dottore. Sebbene il Dottore di Troughton viaggiasse spesso nel passato sulla Terra, incontrò sempre alieni come i Dalek o altre minacce simili. Fu durante questo periodo che Doctor Who si guadagnò le prime critiche per i suoi contenuti ritenuti troppo violenti e non adatti ad un pubblico di ragazzi.
Come quelli del suo predecessore, tutti gli episodi originali della serie regolare dove appare il Secondo Dottore sono in bianco e nero. Le apparizioni successive negli speciali The Three Doctors, The Five Doctors e The Two Doctors sono invece a colori. Inoltre, gli anni di Troughton sono quelli con il maggior numero di episodi andati perduti, cancellati dagli archivi della BBC negli anni settanta.
Solamente due storie nelle prime due stagioni di Troughton sono giunte fino a noi complete di tutte le loro parti: The Tomb of the Cybermen e The Enemy of the World; dieci storie sopravvivono solo in forma parziale (con una o due puntate mancanti); e quattro sono andate completamente perdute: The Power of the Daleks, The Highlanders, The Macra Terror, e Fury From the Deep.

## Apparizioni successive
Il Secondo Dottore tornò a far capolino nella serie in alcune occasioni. Nel 1973 in occasione dello speciale per il decennale di Doctor Who intitolato The Three Doctors (che vide inoltre il ritorno di William Hartnell nelle vesti del Primo Dottore), viene contattato dai Signori del Tempo per aiutare il Terzo Dottore. Nel 1983 per lo speciale del ventennale The Five Doctors, il Secondo Dottore viene rapito insieme al brigadiere Lethbridge-Stewart da Borusa nel suo piano di manipolare le prime cinque incarnazioni del Dottore per ottenere l'immortalità di Rassilon; a fine episodio viene rimandato nel suo flusso temporale. Nel 1985 in The Two Doctors, Troughton riprende per l'ultima volta il suo ruolo, dove il Secondo Dottore viene rapito dai Sontaran ma viene salvato dal Sesto Dottore.
Appare brevemente ne Il nome del Dottore, dove materiale di repertorio proveniente da The Five Doctors viene utilizzato per fare interagire il Secondo Dottore con Clara Oswald quando entra nella sua linea temporale: nella stessa scena, sembra che abbia avuto un'avventura con la sua ottava incarnazione. 
Nello speciale per il cinquantesimo anniversario della serie, Il giorno del Dottore, attraverso materiale d'archivio, è mostrato il Secondo Dottore mentre pilota il TARDIS ed agisce all'unisono con altre dodici incarnazioni del Dottore per salvare Gallifrey dalla distruzione, oltre ad apparire in un sogno nel finale.

## Riferimenti in altre stagioni diDoctor Who
Immagini del Secondo Dottore sono presenti in Day of the Daleks, The Brain of Morbius, Earthshock, Mawdryn Undead, Resurrection of the Daleks, Un altro Dottore, L'undicesima ora, Vincent e il Dottore, Il coinquilino, Incubo Cyberman, nello spin-off Le avventure di Sarah Jane e I bambini senza tempo.
Una scultura della sua testa, insieme a quella del Primo Dottore, appare nello speciale del 1993 Dimensions In Time. Il Quarto Dottore si riferisce a lui chiamandolo  "il flautista".

## Accoglienza
Peter Davison, Colin Baker, Sylvester McCoy e Matt Smith, interpreti rispettivamente del Quinto, Sesto, Settimo, ed Undicesimo Dottore, affermarono tutti che il Secondo Dottore era quello da loro preferito. Smith dichiarò inoltre che il costume del "suo" Dottore, in particolare il cravattino a farfalla, era ispirato a quello del Secondo Dottore, e citò la storia di Troughton The Tomb of the Cybermen come la sua preferita dell'intera serie.

## Il Secondo Dottore in Italia
Le prime stagioni della serie classica di Doctor Who non furono mai trasmesse in Italia. Tutte le varie stagioni precedenti all'avvento del Quarto Dottore (Tom Baker), tuttora gli unici episodi della serie originale ad essere stati trasmessi in Italia, risultano quindi inedite. Solo nella seconda metà degli anni duemila, alcuni episodi degli anni di Patrick Troughton sono stati doppiati in italiano e pubblicati in un cofanetto DVD distribuito dalla DNC Entertainment. Gli episodi tradotti sono: I semi della morte (The Seeds of Death), L'invasione (The Invasion), Il ladro di menti (The Mind Robber).